# Kaukasisk förgätmigej
Kaukasisk förgätmigej (Brunnera macrophylla) är en strävbladig växtart som först beskrevs av Johannes Michael Friedrich Adam, och fick sitt nu gällande namn av Ivan Murray Johnston. Den tillhör släktet brunneror och familjen strävbladiga växter. Inga underarter finns listade i Catalogue of Life.
Det är en flerårig ört med små blå blommor som liknar förgätmigejens. En mängd olika namnsorter av arten finns för trädgårdsodling.

## Utbredning
Kaukasisk förgätmigej finns vilt i Kaukasus och västra Sibirien, men är en populär trädgårdsväxt och förekommer ibland förvildad i Sverige och övriga Europa, liksom i Nordamerika.

## Bildgalleri

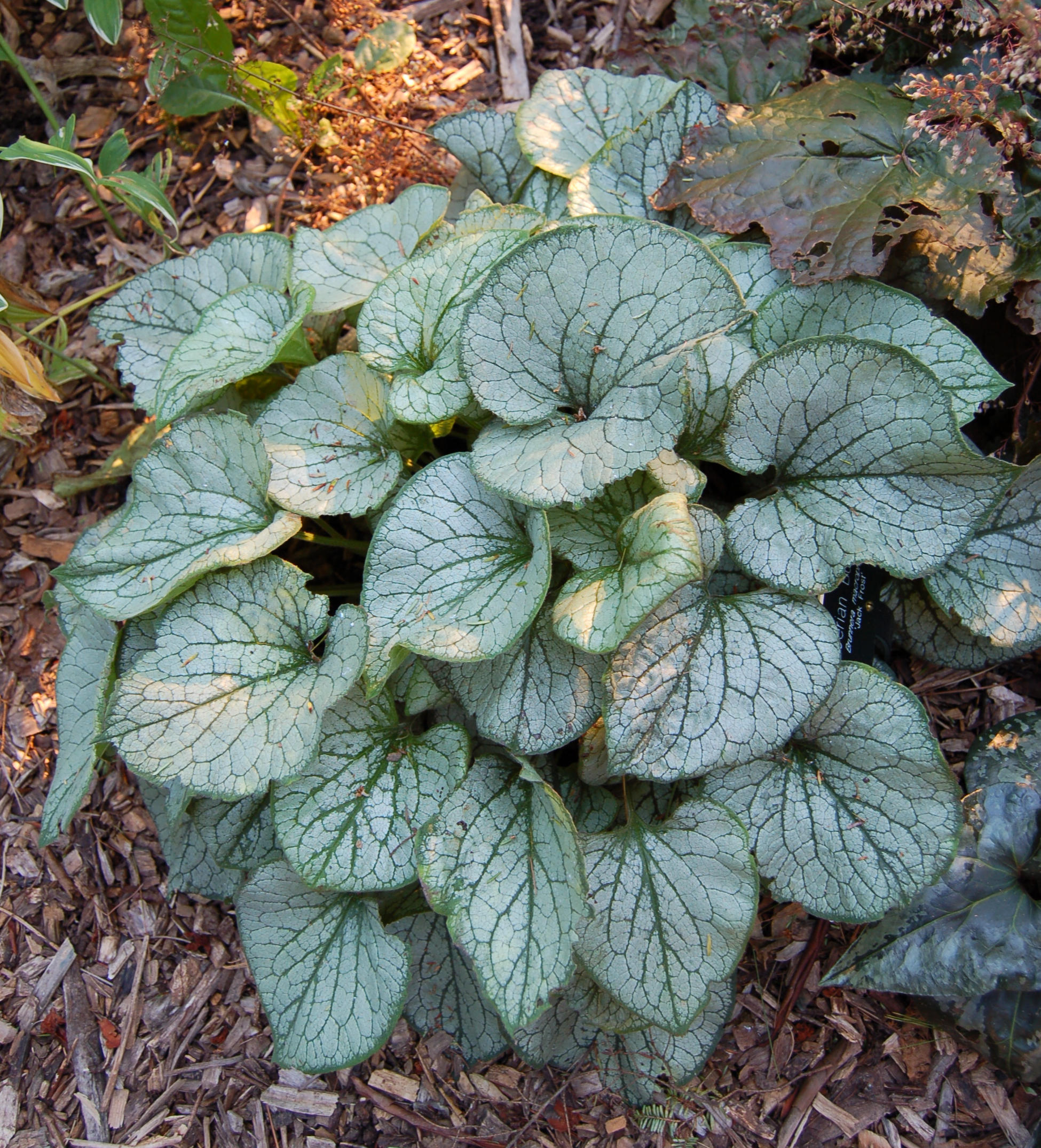
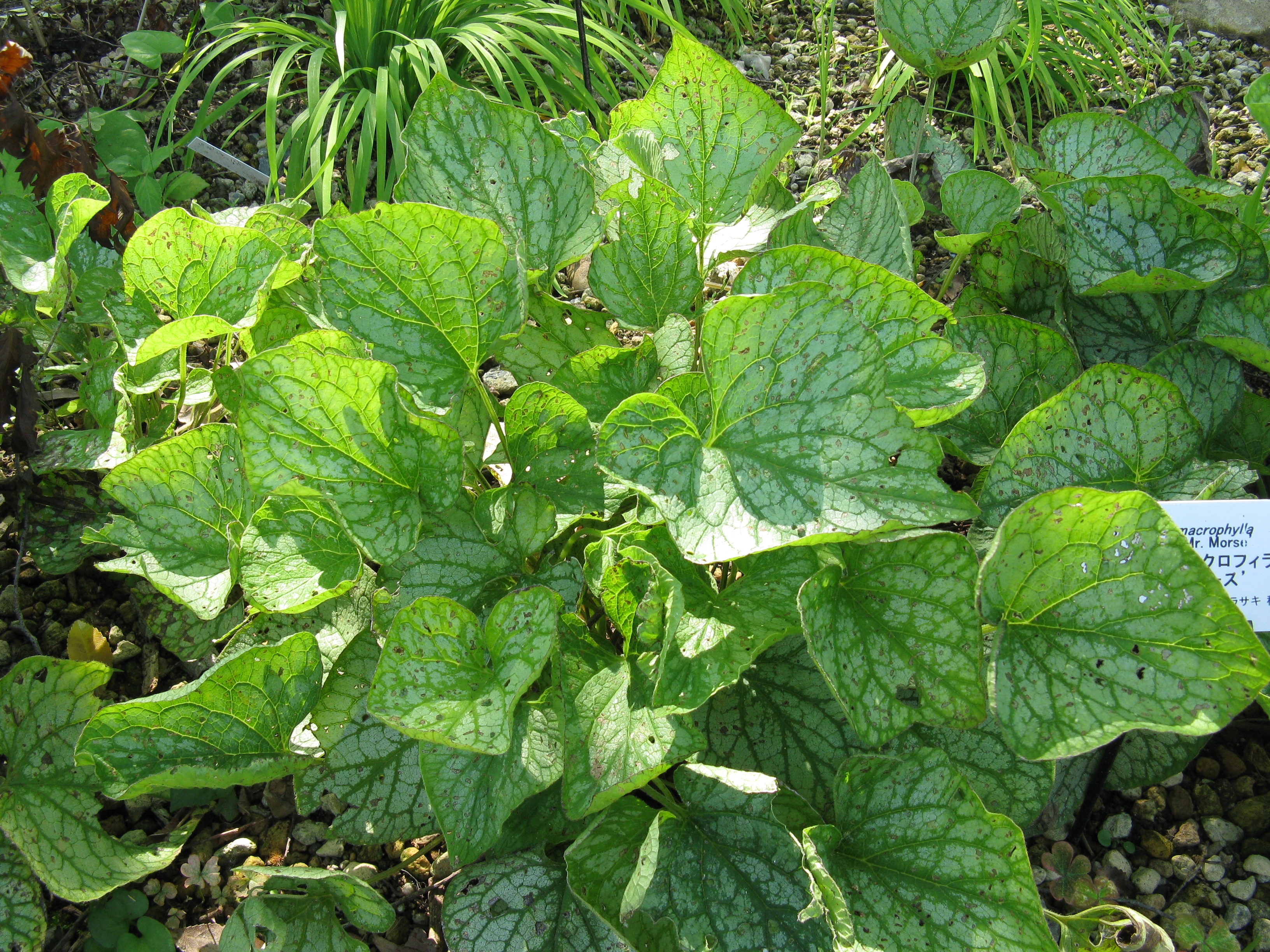
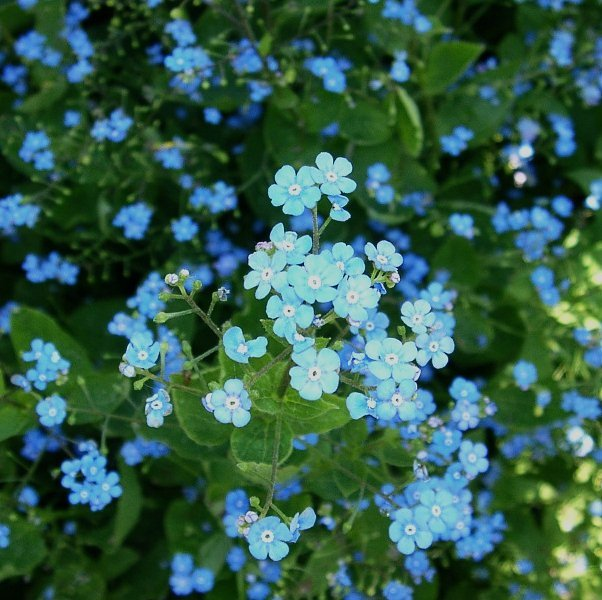
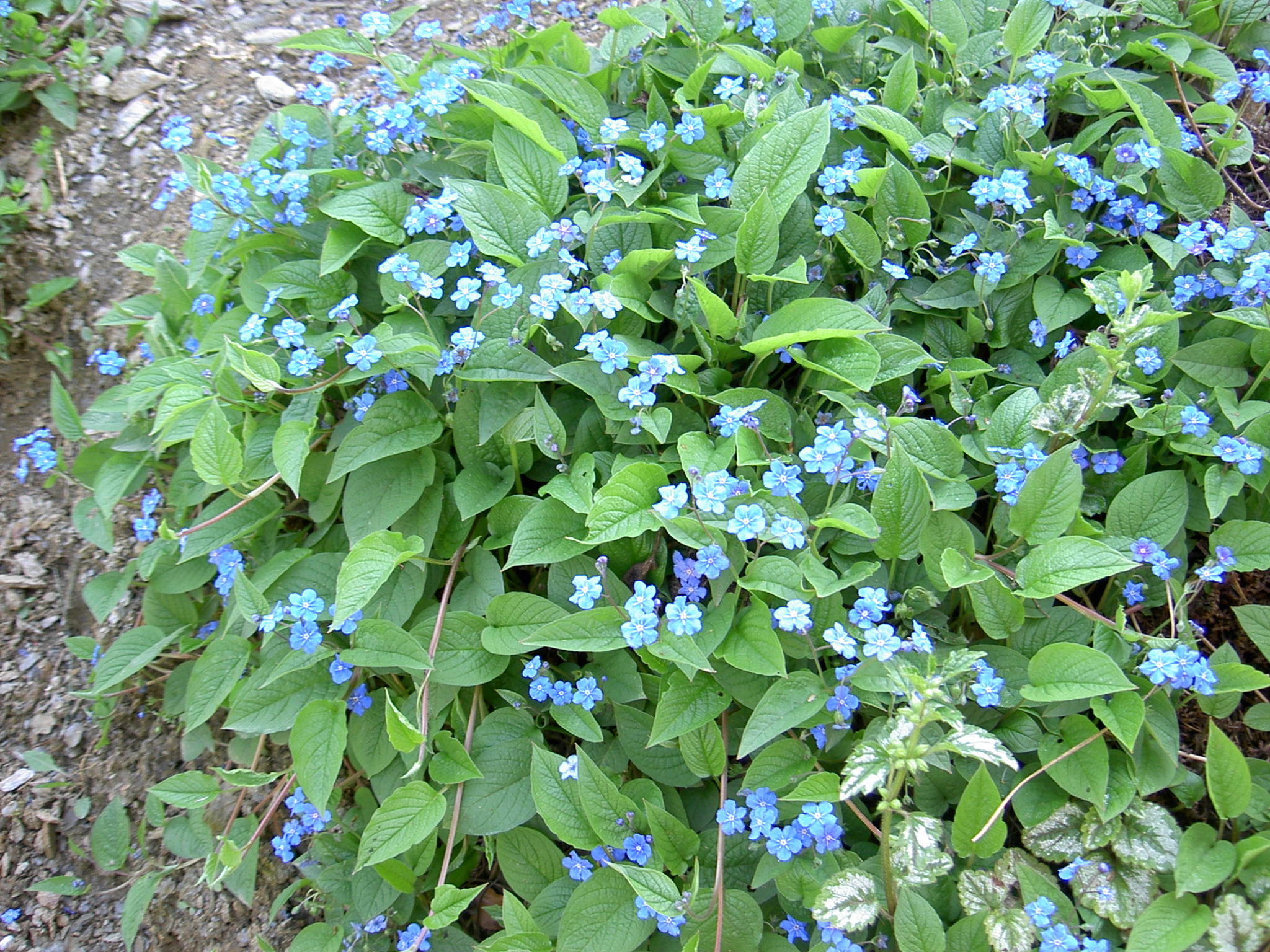
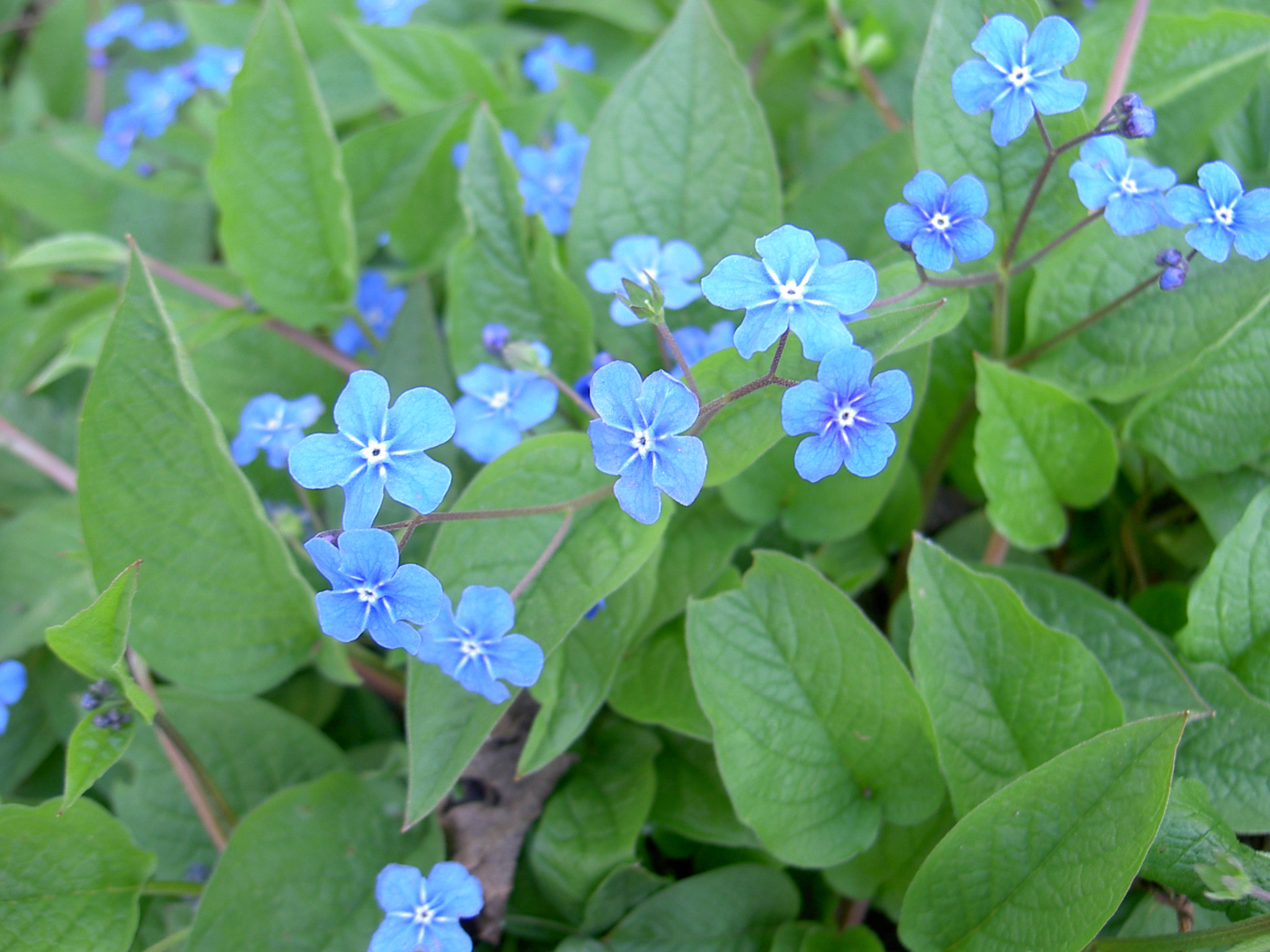
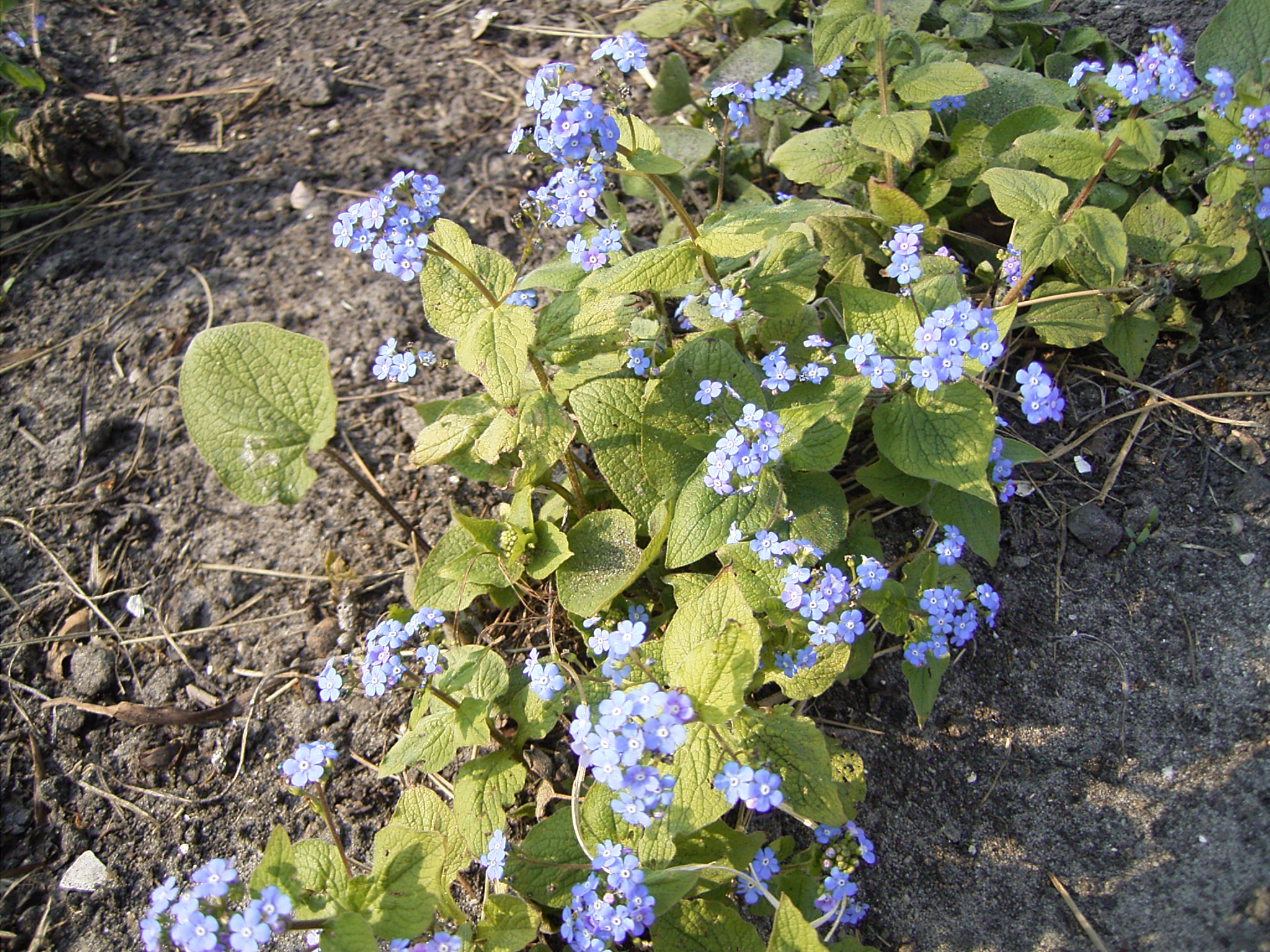